# منزل مشروطة (أصفهان)
منزل مشروطة (بالفارسية: خانه مشروطه) هو منزل تاريخي يعود إلى عصر القاجاريون، ويقع في أصفهان.